# Seznam postav seriálu Ninjago
Tento článek je seznamem postav z animovaného seriálu Ninjago.

## Hlavní postavy
| Postava    | Originální dabér(ka)                                                        | Český dabér(ka) |
| ---------- | --------------------------------------------------------------------------- | --- |
| Lloyd      | Jillian Michaels (pilot – 7. řada) Sam Vincent (8.–16. řada)                | Petr Neskusil |
| Kai        | Vincent Tong                                                                | Marek Holý (pilot – 2. řada) Martin Sobotka (3.–16. řada) |
| Cole       | Kirby Morrow (pilot – 14. řada) Andrew Francis (15.-16. řada)               | Petr Burian |
| Jay        | Michael Adamthwaite                                                         | Libor Bouček (kromě 15. řady) Pavel Dytrt (15. řada) |
| Zane       | Brent Miller                                                                | Ladislav Cigánek Libor Terš (epizody 227-230) |
| Nya        | Kelly Metzger                                                               | Kateřina Březinová (1.–11. řada, 16. řada) Martina Štastná (12.–15. řada) Nikola Votočková (15. řada) |
| Arin       | Deven Mack                                                                  | Pavel Dytrt |
| Sora       | Sabrina Pitre                                                               | Klára Nováková |
| Wyldfyre   | Kazumi Evans                                                                | Anna Theimerová |
| P.I.X.A.L. | Jennifer Hayward                                                            | Anna Suchánková (3.–4. řada; epizody 84-85) Regina Řandová (5. řada) Petra Tišnovská (6.–15. řada) |
| Wu         | Paul Dobson Ostatní Caleb Skeris (batole) Madyx Whiteway (dítě)             | Miroslav Hanuš (1.–2. řada) Marcel Vašinka (3.–16. řada) Ostatní Bohdan Tůma (mladý, pilot) Radovan Vaculík (mladý; 5. řada) Martin Hruška (dítě a mladistvý; 7.–9. řada) Matěj Havelka (dítě; 11. řada) |
| Garmadon   | Mark Oliver Ostatní Kai Emmett (dítě; 9. řada) Dean Petriw (dítě; 11. řada) | Pavel Šrom (pilot-10. řada) Roman Hájek (15. řada) Ostatní Petr Neskusil (mladý a dítě, 1. řada) Vojtěch Hájek (dítě; 9. řada) Jiří Köhler (dítě; 11. řada)                                              |

Hlavní postavy
- Lloyd Garmadon je syn lorda Garmadona a Misako, je synovcem mistra Wu. Poté co ho v 1. řadě zradí Pythor, se přidává k nindžům. Když ho Kai zachrání ze sopky, dostanou se před něj zlaté zbraně a vyjde najevo že je Lloyd zelený ninja.

## Ostatní postavy
| Postava                          | Originální dabér(ka)                                                               | Český dabér(ka) |
| -------------------------------- | ---------------------------------------------------------------------------------- | --- |
| Pošťák                           | Michael Adamthwaite                                                                | Vojtěch Hájek Radovan Vaculík (3. řada) Martin Hruška (13. řada)                                                               |
| Gale Drbavá (1.-7. řada Udrbaná) | Kelly Sheridan                                                                     | Kateřina Březinová (2. a 9. řada) Petra Tišnovská (6.–15. řada) Adéla Kubačáková (8. a 11. řada) Eliška Nezvalová (Reimagined) |
| Kapitán Soto                     | Alan Marriott                                                                      | Jiří Ployhar |
| Mechanik                         | Michael Antonakos Alan Marriott (8. řada)                                          | Gustav Bubník (6.–8. řada) Zbyšek Horák (11.–12. řada) Radovan Vaculík (15. řada)                                              |
| Hutchins                         | Alan Marriot                                                                       | Radek Hoppe |
| Iron Baron                       | Brian Drummond                                                                     | Martin Hruška |
| Víra                             | Kathleen Barr                                                                      | Petra Tišnovská |
| Mistr Chen                       | Ian James Corlett                                                                  | Jakub Saic |
| Omega                            | Zach LeBlanc                                                                       | Martin Hruška |
| Vinný z NGTV zpráv               | Gavin Langelo                                                                      | Vojtěch Hájek (10. řada) Gustav Bubník (11. řada)                                                                              |
| Aspheera                         | Pauline Newstone (11. řada) Kathleen Barr (15. řada) Ostatní Ashleigh Ball (mladá) | Petra Tišnovská (11. řada; 15. řada - E12+) Klára Šumanová (15. řada - E4-E6)                                                  |
| Čár                              | Brian Drummond                                                                     | Tomáš Karger Marek Libert (epizody 111–112)                                                                                    |
| Dwayne                           | Sam Vincent                                                                        | Marek Holý (11. řada) David Voráček (Ostrov)                                                                                   |
| Cecil Putnam                     | Paul Dobson                                                                        | Svopluk Schuller Pavel Vondra (epizoda 111)                                                                                    |
| Antonia                          | Brynna Drummond                                                                    | Klára Nováková (11. řada) Milada Vaňkátová (15. řada)                                                                          |
| Mambo V                          | Michael Dobson                                                                     | Zbyšek Horák |
| Fred Finely                      | Bill Newton                                                                        | Svopluk Schuller |
| Ledový císař                     | Brent Miller                                                                       | Pavel Vondra (epizoda 114) Petr Gelnar (epizody 126–128) Ladislav Cigánek (15. řada)                                           |
| Vex                              | Michael Kopsa                                                                      | Ludvík Král |
| Grimfax                          | Brian Drummond                                                                     | Marek Holý Zbyšek Horák (epizoda 115)                                                                                          |
| Akita                            | Tabitha St. Germain                                                                | Adéla Kubačáková |
| Kataru                           | Cole Howard                                                                        | Marek Holý |
| Sorla                            | Patty Drake                                                                        | René Slováčková |
| Boma                             | Sam Vincent                                                                        | Marek Holý |
| Uthaug                           | Vincent Tong                                                                       | Petr Gelnar |
| Uperhool                         | Andrian Petriw                                                                     | Jiří Köhler (11. řada) Radovan Vaculík (12. řada)                                                                              |
| Vůdce Formlingů                  | Brian Drummond                                                                     | Igor Bareš |
| Benny                            | Andrew Francis                                                                     | Marek Holý |
| Unagami                          | Dean Redman Ostatní Zion Simpson (dítě)                                            | Pavel Vondra Radovan Vaculík (epizody 129–130) Martin Záhalka (epizoda 144) Ostatní Petr Neskusil (mladý a dítě)               |
| Scott                            | Andrian Petriw                                                                     | David Voráček |
| Závodník číslo 7                 | Shannon Chan-Kent                                                                  | Regina Řandová |
| Ritchie                          | Sam Vincent                                                                        | Gustav Bubník |
| Okino                            | Alessandro Juliani                                                                 | Martin Záhalka |
| Leroy                            | Kelly Metzger                                                                      | Radovan Vaculík |
| Sushimi                          | Vincent Tong                                                                       | Svatopluk Schuller |
| Tony                             | Andrian Petriw                                                                     | Michael Daingerfield |
| Vangelis                         | Deven Mack                                                                         | David Voráček |
| Čaroděj lebek                    | Deven Mack                                                                         | Zbyšek Horák |
| Princezna Vania                  | Sabrina Pitre                                                                      | Klára Šumanová |
| Lebka Hazza D'ur                 | Michael Adamthwaite                                                                | Marek Holý |
| Hailmar                          | Brian Drummond                                                                     | Svatopluk Schuller |
| Murtessa                         | Tabitha St. Germain                                                                | Zuzana Hykyšová |
| Gulch                            | Andrew McNee                                                                       | Martin Záhalka |
| Gleck                            | Brian Drummond                                                                     | Marek Holý |
| Murt                             | Michael Adamthwaite                                                                | Zbyšek Horák |
| Fungus                           | Ian James Corlett                                                                  | Svatopluk Schuller Martin Záhalka (epizoda 152)                                                                                |
| Korgran                          | Paul Dobson                                                                        | Martin Hruška Pavel Vondra (epizoda 152)                                                                                       |
| Plundar                          | Adam Trask                                                                         | David Voráček |
| Reflectra                        | Erin Mathews                                                                       | Eliška Nezvalová |
| Mammatus                         | Paul Dobson                                                                        | David Voráček |
| PoulErik                         | Brian Drummond (1. hlava) Vincent Tong (2. hlava)                                  | Ladislav Cigánek (1. hlava; Ostrov) Marcel Vašinka (2. hlava) Petr Burian (1. hlava; 14. řada)                                 |
| Tik Tim                          | Brian Drummond                                                                     | Svatopluk Schuller |
| Kalmaar                          | Giles Panton                                                                       | David Voráček |
| Trimaar                          | Ron Halder                                                                         | Ladislav Cigánek |
| Benthomaar                       | Cole Howard                                                                        | Robin Pařík |
| Slečna Drsňačka                  | Erin Mathews                                                                       | Klára Šumanová |
| Glutinous                        | Sam Vincent                                                                        | Martin Sobotka |
| Gripe                            | Brian Drummond                                                                     | Svatopluk Schuller |
| Křišťálový král                  | Scott McNeil                                                                       | Svatopluk Schuller |
| Starosta Ulysses Uvěřitelný      | Charles Demers                                                                     | David Voráček |
| Tyrkysový nindža                 | Ryan Biel                                                                          | David Voráček |
| Nyat                             | Andrea Libman                                                                      | Milada Vaňkátová |
| Maska Kabuki                     | Andrew Francis                                                                     | Zbyšek Horák |
| Alfonzo Frohicky                 | Andrew McNee                                                                       | Zbyšek Horák |
| Allen                            | Michael Adamthwaite                                                                | Zbyšek Horák |
| Arinova matka                    | Kelly Sheridan                                                                     | TBA |
| Arrakore                         | Mark Hildreth                                                                      | Ludvík Král |
| Beatrix                          | Nicole Oliver                                                                      | TBA |
| Bone King                        | Richard Ian Cox                                                                    | Otto Rošetzký |
| Bonzle                           | Michelle Creber                                                                    | René Slováčková |
| Crag-Nor                         | Mark Hildreth                                                                      | Zbyšek Horák |
| Dale                             | Jason Simpson                                                                      | Zbyšek Horák |
| Dorama                           | Mackenzie Gray                                                                     | Ludvík Král |
| Dr. LaRowová                     | Ashleigh Ball                                                                      | Petra Tišnovská |
| Dračí Matriarcha                 | Brenda Crichlow                                                                    | Týna Průchová |
| Euphrasia                        | Bethany Brown                                                                      | TBA |
| Fritz                            | Vincent Tong                                                                       | TBA |
| Geo                              | Peter Kelamis                                                                      | Jiří Köhler |
| Grab-Barg                        | Deven Mack                                                                         | TBA |
| Zdrojový drak Impéria            | Paul Dobson                                                                        | Ludvík Král |
| Jordana                          | Diana Kaarina                                                                      | Sylvie Matičková |
| Kreel                            | Kelly Sheridan                                                                     | Týna Průchová |
| Levo                             | Ron Halder                                                                         | Marcel Vašinka |
| Lobbo                            | Brian Drummond                                                                     | TBA |
| Percival Tartigrade              | Aidan Drummond                                                                     | TBA |
| Prentis                          | Ian Hanlin                                                                         | TBA |
| Rapton                           | Giles Panton                                                                       | Jiří Ployhar |
| Ras                              | Brian Drummond                                                                     | Otto Rošetzký |
| Suetonius                        | Ian Hanlin                                                                         | Ladislav Cigánek |
| Zeatrix                          | Nicole Oliver                                                                      | Anežka Saicová |

### Členové rodiny
- Misako je Garmadonova odcizená manželka a Lloydova matka, která pracuje jako archeoložka. Ve 4. řadě Garmadon poví Lloydovi, že ji miloval také Wu, a on se rozhodl, že Misako podvede aby nevěděla že ji milje Wu, ale zamilovala se do Garmadona. Byla představena ve druhé řadě a od té doby se v seriálu pravidelně objevuje. Je věrnou spojenkyní nindžů.[1][2]

anglické znění: Kathleen Barr / české znění: Dagmar Čárová (2. řada), Regina Řandová (3.–10. řada), Petra Tišnovská (epizoda 83) a Zuzana Hykyšová (13.–15. řada)
- První mistr Spinjitzu je legendární tvůrce Spinjitzu, otec Wua a Garmadona a dědeček Lloyda. Pocházel z říše Oni a Draka, vytvořil říši Ninjago a bojoval s Overlordem, kterého porazil a uvěznil na Temném ostrově. Zemřel dlouho před začátkem seriálu. Je pohřben ve své hrobce hluboko pod oceánem. O dosažení jeho hrobky, ve které je ukryt Říšský krystal, usilují v 5. řadě nindžové a Morro.  [3][4]

anglické znění: Jim Conrad / české znění: Radek Hoppe (9. řada), Martin Záhalka (10. řada) a Ludvík Král (11. řada)
- Doktor Julien je vynálezce a tvůrce/otec Zanea. Až do druhé řady je považován za mrtvého, v té je odhaleno, že ho Samukai oživil a uvěznil. Je osvobozen nindži z vězení v majáku a krátce s nimi cestuje, mezi 2. a 3. řadou však umírá.[5][6]

anglické znění: Mark Oliver / české znění: Jakub Saic (1. řada), Ivan Jiřík (2. řada) a Gustav Bubník (8. řada)
- Ed Walker je adoptivním otcem Jaye, manželem Edny Walkerové a spolumajitelem obchodu Edova & Ednina veteš.[7][8]

anglické znění: Colin Murdock / české znění: Antonín Navrátil (1. řada) a Martin Velda (2.–7. řada)
- Edna Walker je adoptivní matkou Jaye, manželkou Eda Walkera a spolumajitelkou obchodu Edova & Ednina veteš. [7][9]

anglické znění: Jillian Michaels / české znění: Dagmar Čárová (2. řada), Regina Řandová (3. řada) a Petra Tišnovská (9. řada)
- Lou je Coleův otec, Lillyin manžel a významný člen Královských kovotepců, slavného pěveckého a tanečního sboru.[10]

anglické znění: Kirby Morrow / české znění: Zbyšek Pantůček (1.–2. řada) a Martin Velda (7. řada)
- Lilly je Coleova matka a bývalá mistryně živlu země. Zemřela před začátkem seriálu, ve 13. řadě se však ukazuje, že byla velkou bojovnicí, jež porazila Nositele žalu a osvobodila tak horu Šintaro od zla. V kmenech Geklů a Munců se díky tomu stala legendou; nazývají ji Gilly a Milly.[11]

anglické znění: Erin Mathews / české znění: Klára Šumanová
- Ray je Kaiův a Nyin otec, Mayin manžel a bývalý mistr živlu ohně. Byl členem První aliance živlů a bojoval po boku své ženy a mistrů Wua a Garmadona během první hadí války. Je zručným kovářem.[12][13]

anglické znění: Vincent Tong / české znění: Martin Velda (7. řada) a Svatopluk Schuller (14. řada)
- Maya je Kaiova a Nyina matka, Rayova manželka a bývalá mistryně vodního živlu. Byla členkou První aliance živlů a bojovala po boku svého manžela a mistrů Wua a Garmadona během první hadí války.[14][15]

anglické znění: Jillian Michaels / české znění: Regina Řandová (7. řada) a Milada Vaňkátová (14. řada)

### Spojenci
- Dareth je neohrabaný samozvaný „Hnědý nindža“ a velký sensei svého Mojo Dojo. Byl představen ve druhé řadě a je častým spojencem nindžů, a to jak z vlastního rozhodnutí, tak i shodou okolností.[16][1][17]

anglické znění: Alan Marriott / české znění: Vojtěch Hájek (2.–10. řada), Petr Gelnar (epizoda 77) a Marek Holý (11.–15. řada)
- Mystake je mrzutá, ale moudrá stará dáma. Vlastní čajovnu, ve které prodává vzácný čaj s magickými vlastnostmi. V deváté řadě se ukáže, že je Oni a k převleku využívá svých schopností měňavce. V téže řadě je naznačeno, že ji zabil Garmadon.[18][16][19]

anglické znění: Mackenzie Gray (1.–2. řada), Mark Oliver (4.–5. řada) a Tabitha St. Germain (8.–9. řada) / české znění: Zbyšek Pantůček (2. řada) a Regina Řandová (8.–9. řada)
- Cyrus Borg je génius, vynálezce a šéf společnosti Borg Industries. Je tvůrcem/otcem P.I.X.A.L.a a vynalezl mnoho špičkových elektronických nástrojů a pomůcek. Poprvé vyhledal nindžy ve třetí řadě, protože mu Digitální Overlord ovládl jeho počítačové systémy. V průběhu seriálu sestrojil řadu nástrojů, bezpečnostních systémů, strojů a vozidel, které pomáhají nindžům s bojem proti zlu.[20][21]

anglické znění: Lee Tockar / české znění: Gustav Bubník (3.–12. řada) a Jakub Saic (Reimagined)
- Ronin je zloděj, žoldák a lovec odměn, jehož hlavní motivací jsou vlastní zájmy. Občas pomáhá nindžům, pokud se mu to vyplatí. Nemá problém je však podrazit, pokud za to dostane dobře zaplaceno. Poprvé se v seriálu objevuje v páté řadě. V minisérii Ostrov slouží jako hlavní antagonista, který pomocí falešného bota Wojira obelstí strážce, aby mu dali své zlato. On a jeho nohsledi (zločinci, které v průběhu let zajal) jsou poraženi nindži a odsouzeni k uvěznění na Ostrově strážců.[22]

anglické znění: Brian Dobson / české znění: Bohdan Tůma (5.–6. řada), Martin Hruška (7.–9. řada) a Ladislav Cigánek (Ostrov)
- Komisař je šéfem policie Ninjago. Původně byl představen v šesté řadě jako protivník nindžů; snažil se je zatknout za zločiny, které nespáchali a které na ně hodil Nadakhan. Od té doby jim pomáhá jak osobně, tak s plnou podporou policejních složek.[23]

anglické znění: Michael Donovan / české znění: Jan Szymik (6. řada), Svatopluk Schuller (8. řada), Martin Záhalka (10. řada) a Radovan Vaculík (11.–14. řada)
- Nelson je čestný „Purpurový nindža“. V šesté řadě je kvůli zlomenině nohy upoután na invalidní vozík a pro nadaci Grant-a-Wish se na jeden den stane nindžou. V 11. řadě se stává novinářem a varuje Wua a P.I.X.A.L.a před potížemi nindžů v hořící pyramidě.[24][25]

anglické znění: David Reynolds / české znění: Vojtěch Hájek (6. řada), Matěj Havelka (11. řada), Petr Neskusil (Originální šortky ze Svrchované říše) a Robin Pařík (14. řada)
- Antonia roznáší noviny a je Nelsonovou mentorkou. V řadě Na moři se původně rozhodne skončit se svojí nynější prací a plánuje pracovat na místě zvaném „Dairy Dragon“. Poté však zachrání Kaie před utonutím v kanále v Ninjago City a rozhodne se zůstat u roznášení novin.[26]

anglické znění: Brynna Drummond / české znění: Klára Nováková (11. řada) a Milada Vaňkátová (15. řada)
- Clutch Powers je dobrodruh a pozastavený člen Klubu průzkumníků. V 11. řadě pomáhá nindžům prozkoumat pyramidu, v níž je uvězněna Aspheera. Znovu se objevuje v minisérii Ostrov a řadě Na moři. Postava se původně objevila ve filmu LEGO: Clutch Powers zasahuje.[27][28]

anglické znění: Ian James Corlett / české znění: Ludvík Král (11. řada) a Svatopluk Schuller (Ostrov – 15. řada)

### Kostlivci
Kostlivci jsou stvoření, kteří obývají podsvětí a jsou hlavními protivníky nindžů v pilotních dílech seriálu. Poté, co se Garmadon stane jejich vůdcem, pošle Samukaie a kostlivce do Ninjaga, aby našli čtyři Zlaté zbraně Spinjitzu. V řadě Vzestup hadích kmenů Garmadon opět vede kostlivce, tentokrát aby pomohli nindžům získat čtyři Stříbrné tesáky od hadů a zachránit Lloyda.
- Samukai je vedlejší protivník prvních dílů seriálu a čtyřruký vládce kostlivců v podsvětí. Poté je v souboji poražen Lordem Garmadonem, který převezme velení nad armádou. Vede útoky na Ninjago, aby získal čtyři Zlaté zbraně, pokusí se však Garmadona zradit a nechat si zbraně pro sebe, v důsledku toho je ale zničen silou Zlatých zbraní, neboť žádný smrtelník nezvládne moc všech čtyř. V pozdějších řadách se opakovaně objevuje.[29][30][31][32]

anglické znění: Michael Kopsa / české znění: Tomáš Juřička
- Kruncha je brutální kostlivčí generál, který slouží pod Samukaiovým velením a účastní se nájezdů za účelem získání Zlatých zbraní. Po porážce kostlivců se potuluje po Ninjagu a bere s Nuckaiem příležitostné práce.[29][33]

anglické znění: Brian Drummond / české znění: Pavel Vondra
- Nuckai je šílený kostlivčí generál, který slouží pod Samukaiovým velením a účastní se nájezdů za účelem získání Zlatých zbraní. Po porážce kostlivců se potuluje po Ninjagu a bere s Krunchou příležitostné práce.[29][34]

anglické znění: Brian Drummond / české znění: Bohdan Tůma
- Wyplash je paranoidní kostlivčí generál, jenž se na rozdíl od Samukaie, Krunchy a Nuckaie nájezdů neúčastní. Po porážce kostlivců se pokusí přepadnout Nyu, ale je poražen a uvězněn v Kryptariu.[29][35]

anglické znění: Michael Dobson

### Hadí lidé
Hadí lidé (také známí jako Serpentíni) jsou prastará rasa humanoidních hadů, jež kdysi válčila s lidstvem. Jsou ústředním antagonistou první řady Vzestup hadích kmenů. Rasa se skládá z pěti kmenů: Anakondrai, Hypnobrai, Fangpyre, Constrictai a Venomari. Hadi, které Lloyd Garmadon vypustil z jejich hrobek, se pod vedením Pythora, Lorda Garmadona a Skalese několikrát pokusili dobýt Ninjago. Znovu se objevují v následujících řadách.
- Bájný požírač, zvaný též Velký hltač, je obří had a hlavní protivník nindžů v první řadě. Může zvětšovat svou velikost pohlcováním všeho, co mu stojí v cestě. Je také zodpovědný za to, že se Garmadon stal zlým, když byl jako dítě uštknut a zkažen jeho jedem. Hada vypustí Pythor, aby se pomstil lidem z Ninjaga, ale Garmadon ho zničí pomocí Zlatých zbraní.[36] Později se ukáže, že Bájný požírač je ženského pohlaví; nakladl vajíčka, z nichž se zrodila rasa Vermillionů.
- Pythor P. Chumsworth je záporák, který se poprvé objevil v první řadě a je generálem a posledním zbývajícím členem kmene Anakondraiů. Předstírá, že se spřátelil s Lloydem, stává se hadím králem a vypouští Bájného požírače. Ten ho ale pohltí a vybělí. Znovu se objevuje ve třetí řadě jako jeden ze dvou vedlejších antagonistů a spojenec Overlorda, je však zmenšen pilulkou, jež byla určena Overlordovi. Ve čtvrté řadě pomáhá nindžům porazit mistra Chena. Odměnou za jeho vstřícnost je zvětšen do normální velikosti. Objevuje se ve speciálu Den zesnulých a naposledy v 15. řadě Crystalized.[36][37][38]

anglické znění: Michael Dobson / české znění: Aleš Procházka (1. řada), Radovan Vaculík (3. řada – Příběhy z Chrámu Spinjitzu), Pavel Šrom (epizoda 30), Svatopluk Schuller (15. řada)
- Generál Arcturus je generál a vůdce kmene Anakondraiů a nejvyšší vůdce hadů během první hadí války. Spolu s ostatními anakondraiskými generály je po porážce Aliancí živlů vyhnán do Prokleté říše. Bylo po něm pojmenováno souhvězdí. Ve 3. řadě po něm nindroidi pojmenují krycí jméno operace, která má za cíl přivézt z komety obývané kovožravými brouky Zlaté zbraně. Duchové anakondraiských generálů jsou ve čtvrté řadě osvobozeni, aby porazili Chenovu anakondraiskou armádu.[39]

anglické znění: Scott McNeil
- Skales je záporák, vůdce kmene Hypnobraiů a současný hadí král, který se poprvé objevil v první řadě. Poté, co byl opakovaně poražen nindži, se ve druhé řadě ocitl spolu s hadím kmenem v pasti v podzemí Kamenné armády. Následně však složil přísahu, že už nebude válčit, a začal žít v míru po boku ostatních obyvatel Ninjaga.[40][41]

anglické znění: Ian James Corlett / české znění: Radovan Vaculík a Martin Velda (7. řada)
- Slithraa je bývalý vůdce a generál kmene Hypnobraiů. Poté, co se omylem zhypnotizoval, se stává služebníkem Lloyda Garmadona a vede svůj kmen při uskutečňování dětinských plánů mladého chlapce. Skales, frustrovaný tím, že mu někdo rozkazuje, vidí příležitost k mocenskému vzestupu. Po dalším neúspěšném plánu vyzve Skales Slithraa na souboj v kluzké jámě o právo vést Hypnobraie. Slithraa je následně Skalesem poražen a degradován na běžného válečníka.[42]

anglické znění: John Novak / české znění: Antonín Navrátil
- Fangtom je dvouhlavý vůdce a generál kmene Fangpyrů. Je starým Skalesovým přítelem. Stejně jako všichni Fangpyrové je červenobílého zbarvení a má schopnost, pomocí které může proměnit kohokoli nebo cokoli v hada vstříknutím svého jedovatého jedu.[43][44]

anglické znění: Mackenzie Gray / české znění: Zbyšek Pantůček
- Skalidor je mocný vůdce a generál kmene Constrictai. Stejně jako všichni Constrictaiové je i Skalidor černooranžového zbarvení; dokáže se zahrabávat do podzemí a má velkou sílu.[45]

anglické znění: Michael Dobson / české znění: Pavel Šrom (1. řada) a Martin Velda (2. řada)
- Acidicus je inteligentní vůdce a generál kmene Venomari. Stejně jako všichni Venomariové má i on zelené zbarvení a schopnost plivat na své nepřátele jed, jenž způsobuje halucinace vyvolávající strach. V 11. řadě je také ukázáno, že je hadím knihovníkem, který vypráví nindžům příběh (i když byl špatný) o hadí čarodějnici Aspheeře a Zrádném podvodníkovi.[46]

anglické znění: Paul Dobson / české znění: Jakub Saic a Gustav Bubník (11. řada)

### Kamenná armáda
Overlord a jeho armáda jsou hlavními protivníky druhé a třetí řady. Ve druhé řadě Zelený nindža posedne Garmadona s cílem dobýt Ninjago. Využívá jej k vytvoření Kamenné armády, kterou vede generál Kozu.
- Overlord je entita čistého zla a projev temnoty v Ninjagu. Před začátkem seriálu bojuje s Prvním mistrem Spinjitzu, ale je poražen a uvězněn na Temném ostrově. Ve druhé řadě posedne Garmadona a promění se v obrovského draka. V jejím finále však Lloyd porazí Overlorda svou zlatou silou, kterou se mu podaří odemknout. Overlord se vrací ve třetí řadě jako Digitální Overlord, počítačový virus, který ovládne technologii nového Ninjago City. Ukradne Lloydovu zlatou moc, která mu umožní stát se Zlatým mistrem. Po útoku na nové Ninjago City je ve finále řady poražen Zanem.[47][18][20]

anglické znění: Scott McNeil / české znění: Bohdan Tůma
- Generál Kozu je vedlejší antagonista druhé řady a čtyřruký generál Kamenné armády. Znovu se objevuje ve speciálu Den zesnulých.[48][18][49]

anglické znění: Paul Dobson / české znění: Martin Velda

### Nindroidi
Ve třetí řadě Reeboted se Overlord vrací jako Digital Overlord, počítačový virus, který vytvoří armádu Nindroidů (androidů) vedenou generálem Cryptorem. Armáda byla stvořena z upravených plánů Zanea. 
- Generál Cryptor je vedlejší antagonista třetí řady a generál armády Nindroidů, jehož cílem je zabránit nindžům v porážce Overlorda. Znovu se objevuje ve speciálu Den zesnulých.[50][51]

anglické znění: Richard Newman / české znění: Bohdan Tůma
- Mindroid je člen nindroidí armády, který je menší než ostatní nindroidi, protože už bylo málo materiálu na to aby měl normální velikost.[52]

anglické znění: Michael Adamthwaite

### Mistři živlů
Mistři živlů jsou strážci vedeni Prvním mistrem Spinjitzu, kteří žijí v Ninjagu. Jejich potomci se objevují ve čtvrté řadě Turnaj živlů a pomáhají nindžům v boji proti armádě anakondrajů mistra Chena. Znovu se objevují v deváté řadě, aby vytvořili odboj a pomohli Lloydovi zachránit město Ninjago před císařem Garmadonem.
- Skylor je mistryně jantaru a dcera mistra Chena. Dokáže dočasně absorbovat a používat síly jiných živlů. Ve čtvrté řadě Turnaj živlů pracuje jako špiónka pro svého otce a má za úkol infiltrovat nindžy a narušit jejich spojenectví. Ačkoli zpočátku pomáhá otci krást síly živlů ostatních mistrů, Kai ji přesvědčí, aby se přidala na jeho stranu. Skylor nakonec svého otce zradí a pomůže Kaiovi ukradené živly vrátit. Chen odhalí, že Skylor zdědila po své matce sílu jantaru. V dalších řadách se znovu objevuje jako spojenec nindžů a je Kaiovou přítelkyní.[53][54][55][56]

anglické znění: Heather Doerksen / české znění: Regina Řandová a Petra Tišnovská (6. řada)
- Karlof je mistr kovu a inženýr z Metalonie. Dokáže proměnit celé své tělo v kov a mírně se zvětšit. Po porážce v souboji mu je odebrána elementární síla, poté je uvězněn a nucen pracovat v Chenově továrně na nudle. V Metalonii dříve vyráběl rotorové tryskáče. V Chenově továrně pomůže jeden sestavit, aby on a ostatní mistři živlů mohli uprchnout. [53][57][58]

anglické znění: Scott McNeil / české znění: Zbyšek Horák (4. řada), Gustav Bubník (epizoda 37) a Radovan Vaculík (9. řada)
- Griffin Turner je mistr rychlosti, jehož schopností je se pohybovat superrychle. Po porážce v souboji mu je odebrána elementární síla, poté je uvězněn a nucen pracovat v Chenově továrně na nudle.[53][58][59]

anglické znění: Doron Bell / české znění: Vojtěch Hájek (4. řada) a Radek Hoppe (9. řada)
- Shade je mistr stínu. Dokáže mizet a pohybovat se ve stínech. Po porážce v souboji mu je odebrána elementární síla, poté je uvězněn a nucen pracovat v Chenově továrně na nudle.[53][58][60]

anglické znění: Andrew Francis
- Neuro je mistr mysli, jenž dokáže číst myšlenky a manipulovat s nimi.[53][61]

anglické znění: Paul Dobson / české znění: Vojtěch Hájek (4. řada) a Radek Hoppe (9. řada)
- Paleman, zvaný též Mr. Pale, je mistr světla, který dokáže generovat světlo a měnit se v neviditelného. Po porážce v souboji mu je odebrána elementární síla, poté je uvězněn a nucen pracovat v Chenově továrně na nudle.[53][58][62]

anglické znění: Kirby Morrow / české znění: Gustav Bubník (epizoda 38) a Vojtěch Hájek
- Tox je mistryně jedu, jež dokáže vytvářet toxické mraky.[53][28]

anglické znění: Ian James Corlett (4. řada) a Maggie Blue O'Hara (9. řada)
- Jacob Pevsner je slepý mistr zvuku, který umí manipulovat se zvuky a v boji používá kytaru. Po porážce v souboji mu je odebrána elementární síla, poté je uvězněn a nucen pracovat v Chenově továrně na nudle, pokusí se utéct, ale je polapen a předhozen hadovi.  [53][58][63]

anglické znění: Paul Dobson / české znění: Radovan Vaculík
- Bolobo je mistr přírody. Dokáže ovládat rostliny. Po porážce v souboji mu je odebrána elementární síla, poté je uvězněn a nucen pracovat v Chenově továrně na nudle.[53][58][64]

anglické znění: Michael Adamthwaite / české znění: Zbyšek Horák
- Chamille je mistryní formy se schopností měnit svou podobu. Po porážce v souboji jí je odebrána elementární síla, poté je uvězněna a nucena pracovat v Chenově továrně na nudle.[53][58][65]

anglické znění: Maryke Hendrikse
- Ash je mistr kouře, jenž dokáže vytvářet kouřové clony a proměňovat se v kouř. Po porážce v souboji mu je odebrána elementární síla, poté je uvězněn a nucen pracovat v Chenově továrně na nudle.[53][58][66]

anglické znění: Brent Miller / české znění: Martin Zahálka
- Gravis je mistrem gravitace, jehož schopností je se nadnášet a měnit gravitaci.[53][67]

anglické znění: Kirby Morrow (epizoda 37) a Mark Oliver (všechny ostatní epizody) / české znění: Gustav Bubník

### Anakondraiští kultisté
Mistr Chen a jeho věrní následovníci, anakondraiští kultisté, jsou hlavními protivníky čtvrté řady Turnaj živlů. Když jsou nindžové pozváni na Turnaj živlů, jsou nuceni soutěžit s ostatními mistry živlů. Chen tajně využívá turnaje, aby mistrům ukradl jejich schopnosti a přeměnil své stoupence na anakondraiské válečníky.
- Mistr Chen je hlavní antagonista čtvrté řady, vůdce anakondraiských kultistů a otec Skylor. Před začátkem seriálu se během první hadí války spojil s hadími lidmi a zradil tak lidstvo a potom poštval alianci živlů proti sobě, následně byl však poražen a vyhnán na ostrov. Během turnaje se pokusil ukrást síly mistrů živlů, aby sebe a své stoupence proměnil v anakondraiské válečníky a dobyl Ninjago. Byl však poražen a vykázán do Prokleté říše. V páté řadě se objevuje v páté řadě Posednutí jako vězeň v Prokleté říši a znovu se objevuje ve speciálu Den zesnulých.[68][31][69][56]

anglické znění: Ian James Corlett / české znění: Jakub Saic
- Clouse je vedlejší záporná postava, jež se opakovaně objevuje ve čtvrté až šesté řadě seriálu. Jedná se o temného čaroděje a zástupce Chena. V příběhu seriálu trénoval před první hadí válkou společně s Lordem Garmadonem pod vedením mistra Chena. Po porážce Garmadona ve čtvrté řadě je poslán do Prokleté říše, ale v páté řadě uniká předtím, než je vládkyně říše Preeminent zničena. Ve finále šesté řady se mu nepodaří osvobodit Nadakhana; Jay navíc vysloví své přání, čímž zajistí, že k událostem nikdy nedojde.[5][70]

anglické znění: Scott McNeil / české znění: Bohdan Tůma
- Eyezor je samolibý jednooký generál Chenových anakondaiských bojovníků. Dohlíží na přepravu zboží z továrny na nudle do Chenova nudlového domu.[71]

anglické znění: Michael Donovan
- Zugu je nemotorný generál Chenových anakondaiských kultistů. Dohlíží na výrobu zboží v Chenově továrně na nudle i na vězně, již byli nuceni je vyrábět.

anglické znění: Brian Dobson
- Kapau je komický anakondraiský válečník, který je vždy s Chopem.[72]

anglické znění: Alessandro Juliani
- Chope je komický anakondraiský bojovník, který je vždy s Kapauem.[73]

anglické znění: Ian Hanlin

### Duchové
Jedná se o frakci prokletých duchů, jež jsou hlavními antagonisty páté řady seriálu Posednutí. Jsou vyvoláni Morrem z Prokleté říše. Duchové mají schopnost se proměňovat a ovládat předměty a organismy. Jsou imunní vůči většině forem fyzického útoku, jsou však zranitelní vodou.
- Preeminent je hlavní antagonista páté řady a královna Prokleté říše, jež svou podobou připomíná obrovské oko s chapadly. Je paní Morra a jeho bojovníků. V páté řadě se jí podaří dostat do Ninjaga, ale je poražena, když Nya odemkne svůj pravý potenciál a utopí ji obrovskou vlnou. Poté, co se mistr Wu pokusil v 11. řadě otevřít portál do Nikdy-země, přišla z Říše zesnulých, byla však poražena P.I.X.A.Lem a poslána zpět.[74]
- Morro je hlavní antagonista páté řady, mistr živlu větru a vůdce armády duchů. V příběhu seriálu byl bývalým žákem mistra Wua, jenž byl veden k tomu, že se stane legendárním Zeleným nindžou. Když Zlaté zbraně prokázaly opak, ve vzteku odešel, chtěl dokázat že osud se plete a on má být zelený ninja. Nakonec byl vyhnán do Prokleté říše a vrátil se jako duch. V páté řadě posedne Lloyda a plánuje vypustit Preeminenta, v jejím finále je však zabit,Wu ho chtěl zachránit ale on řekne,,Nemůžeš zachránit toho kdo nechce být zachráněn” a pak jej Preeminent stáhne do vody. Znovu se objevuje ve speciálu Den zesnulých a pomáhá nindžům tím, že je informuje o plánu mistra Yanga, poté se vrací zpět do Říše zesnulých.[68][53][75][56]

anglické znění: Michael Dobson (epizoda 44) a Andrew Francis (od epizody 45) / české znění: Gustav Bubník a Petr Neskusil (dítě)
- Soul Archer je duch a válečník ovládající luk a šípy, jež mohou své cíle proměnit v duchy.[76]

anglické znění: Brian Dobson
- Wrayth je duch a válečník ovládající okovaný bič, jenž dokáže své cíle proměnit v duchy. Jezdí na posedlé motorce.[77]

anglické znění: Michael Adamthwaite
- Ghoultar je duch a válečník ovládající kosu. Často ho rozptyluje jídlo.[78][56]

anglické znění: Paul Dobson
- Bansha je duch a temná kouzelnice, která ovládá dvoubřitou dýku. Má telepatické schopnosti, umí vytvářet sonické výkřiky a dokáže ovládat cíle na dálku.[79]

anglické znění: Kathleen Barr
- Mistr Kodokuna Yang je vedlejším antagonistou páté řady a hlavní nepřítelem nindžů ve speciálu Den zesnulých. Je stvořitelem techniky Airjitzu a strážcem Chrámu Airjitzu. Před seriálem omylem proměnil sebe a své studenty v duchy, protože se arogantně pokusil použít čepel Yin, aby se stal nesmrtelným. V páté řadě se pokouší uvěznit nindži uvnitř Chrámu Airjitzu. Objevuje se také v šesté řadě V nebesích. Ve speciálu Den zesnulých bojuje s Colem, aby se dostal do Trhliny návratu a stal se opět člověkem.[68][5][80]

anglické znění: Michael Donovan / české znění: Jakub Saic (5. řada) a Jan Szymik (6. řada)

### Nebeští piráti
Nebeští piráti jsou parta odpadlíků, kteří jsou hlavními protivníky šesté řady V nebesích. Před seriálem byli Nebeští piráti roztroušeni po šestnácti říších, v šesté řadě je však Nadakhan osvobodil pomocí Krystalu říše.
- Nadakhan je hlavní protivník šesté řady, džinský vůdce Nebeských pirátů a kapitán Nešťastné pevnosti. Je také princem království Djinjago a synem Khanjikhana. Komukoli v dosahu sluchu může splnit tři přání. V šesté řadě se plánuje oženit s Nyou, aby se stal všemocným a mohl vyslovit nekonečné množství přání. Nicméně je poražen, když Jay vysloví své poslední přání, které všechny události zvrátí.[5][81]

anglické znění: Scott McNeil / české znění: Pavel Vondra
- Flintlocke je Nadakhanův zástupce, jenž nosí staré letecké oblečení a je známý tím, že se vždy trefí.[82]

anglické znění: Paul Dobson / české znění: Otto Rošetzký
- Dogshank je mohutná pirátka, která nosí helmu zakrývající většinu její hlavy. Podle Clanceeho bývala Dogshank obyčejnou dívkou, přála si však, aby Nadakhan mezi lidmi vynikl, a tak se rozhodla získat svou nynější monstrózní formu.[83]

anglické znění: Nicole Oliver
- Doubloon je zlověstně vyhlížející generál, jenž svou podobou připomíná japonského démona v samurajské zbroji. Podle Clanceeho býval obyčejným zlodějem, ale Nadakhan z něj udělal piráta se dvěma tvářemi, protože jej zaujal svými schopnostmi.[84]

anglické znění: Vincent Tong
- Monkey Wretch je zuřivá mechanická opice. Stejně jako Doubloon bývala obyčejným člověkem, který se chtěl stát nejlepším mechanikem, Nadakhan však z něj udělal tuto opici.[85]

anglické znění: Ian James Corlett
- Clancee je zelený had, jenž kulhá na svou pravou nohu. Za celý svůj život nevyslovil ani jedno přání, dokud ho k tomu v šesté řadě nedonutil Nadakhan.[86]

anglické znění: Ian James Corlett
- Squiffy je člověk, který nosí pásku přes pravé oko. Jeho skutečné jméno je Landon.[87]

anglické znění: Michael Adamthwaite
- Bucko je člověk, který nosí pásku přes levé oko. Jeho skutečné jméno je Colin.[88]

anglické znění: Brian Dobson
- Khanjikhan je král říše Djinjago a Nadakhanův otec.

anglické znění: Michael Antonakos

### Vermillioni
Ruce času (Krux a Acronix) a jejich vermillionští bojovníci jsou hlavními antagonisty sedmé řady Ruce času. Čtyřicet let před začátkem řady se Ruce času údajně ztratily ve víru času, na jejím začátku se však opět objevily. Zplodily armádu Vermillionů, aby ovládly čas a podmanily si Ninjago. Vermillionové jsou potomci Bájného požírače a mají podobu humanoidů zformovaných z mnoha hadů. Pokud jsou zraněni nebo i zničeni, mohou se znovu sestavit a zregenerovat.
- Krux je spolu se svým dvojčetem Acronixem hlavní zápornou postavou sedmé řady a mistrem času. Původně se vydával v muzeu za kurátora Dr. Sandera Saunderse, dokud nebyla v sedmé řadě odhalena jeho pravá identita. Kdysi měl schopnost zastavit a vrátit čas.[89][90]

anglické znění: Michael Daingerfield / české znění: Petr Gelnar (7. řada)
- Acronix je spolu se svým dvojčetem Kruxem hlavní zápornou postavou sedmé řady a mistrem času. Až do sedmé řady byl 40 let uvězněn ve víru času. Kdysi měl schopnost zrychlovat a zpomalovat čas.[89][91]

anglické znění: Ian Hanlin / české znění: Gustav Bubník (7. řada) a Jan Battěk (Reimagined)
- Machia je inteligentní vrchní velitelka Vermillionů, jež má vlasy podobné Gorgonám. Stejně jako všichni Vermillioni i ona pochází z vejce Bájného požírače a dokáže, podobně jako další dva velitelé, ovládat Vermilliony pomocí mysli.[92]

anglické znění: Kathleen Barr
- Raggmunk je velitelem Vermillionů.[93]

anglické znění: Michael Adamthwaite / české znění: Pavel Šrom
- Blunck je velitelem Vermillionů.[94]

anglické znění: Brian Dobson / české znění: Martin Hruška

### Synové Garmadona
Garmadonovi synové jsou zločinecký motorkářský gang ve městě Ninjago, jenž slouží jako ústřední protivník osmé řady Synové Garmadona a deváté řady Lovci. Jsou vedeni tajemnou osobou známou jako „Tichý“ a mají za cíl vzkřísit Lorda Garmadona v čistě zlé podobě. V osmé řadě se jim podaří získat tři masky Oni, které jsou klíčem k provedení rituálu, jenž může Garmadona vzkřísit a přivést z Říše zesnulých. V řadě deváté terorizují a pronásledují obyvatele města Ninjago pod vládou nově vzkříšeného císaře Garmadona.
- Princezna Harumi, známá také jako Nefritová princezna, nebo pod přezdívkou Rumi, je hlavní zápornou postavou osmé řady a vedlejší postavou deváté řady. V mládí se jí ujal císař a císařovna Ninjaga poté, co její rodiče zemřeli v první řadě během porážky Bájného požírače. V důsledku této tragické události přísahala pomstu nindžům a zbožňuje Lorda Garmadona za porážku Bájného požírače. V osmé řadě vede Garmadonovy syny, aby vzkřísili Lorda Garmadona; nakonec se ukáže, že právě ona byla tou tajemnou osobou známou jako „Tichý“. Poté, co Lord Garmadon ve finále dobude Ninjago, se znovu objevuje v řadě deváté jako jeho zástupce. Umírá pod troskami zhroucené budovy, když pomohla rodině utéct. V sérii se znovu objevuje jako avatar ve 12. řadě, kde stojí proti Lloydovi, je však zničena.[16][31][95][96] V 15. řadě je Harumi vzkříšena Overlordem, jenž se navrátil jako Křišťálový král. Je odhaleno, že je kupcem Kamene pomsty, o němž se mluvilo v předchozích řadách. Když se dozví, že byl Overlord nepřímo zodpovědný za Bájného požírače, přeběhne na stranu nindžů, aby pomohla Lloydovi jej porazit.

anglické znění: Britt McKillip / české znění: Anna Suchánková (8. řada), René Slováčková (epizody 84–85), Klára Šumanová (12. řada) a Martina Šťastná (15. řada)
- Killow je vedlejší protivník osmé a deváté řady a generál Garmadonových synů. Často nosí Oni masku klamu, jež mu propůjčuje schopnost levitovat s předměty v jeho blízkosti. V 11. řadě se objevuje v epizodní roli a v 15. řadě uteče z vězení, aby pomohl nindžům v boji proti Overlordovi.[16][97][98]

anglické znění: Garry Chalk / české znění: Martin Záhalka, Bohdan Tůma (epizody 84–85) a Zbyšek Pantůček (epizody 90–93)
- Ultra Violet je vedlejší protivnice osmé a deváté řady a další generálka Garmadonových synů. Často nosí Oni masku nenávisti, kterou si navzájem půjčují s Harumi, díky níž jsou obě nezničitelné. Znovu se objevuje v 11. řadě, kde se ukazuje, že ze všech nindžů nejvíce pohrdá Zanem. Ve 12. řadě uteče z vězení a spojí síly s Mechanikem, aby pomohla Unagami. V 15. řadě opět uteče z vězení, tentokrát aby pomohla nindžům v boji proti Overlordovi.[16][97][99][100][96]

anglické znění: Maggie Blue O'Hara (8.–9. řada) a Sharon Alexander (11.–12. řada) / české znění: Regina Řandová a Adéla Kubačáková (epizody 84–85)
- Pan E je vedlejší antagonista osmé a deváté řady a mlčenlivý a robotický třetí generál Garmadonových synů. Je odhaleno, že je stejně jako Zane nindroidem. Často nosívá Oni masku pomsty, jež mu propůjčuje čtyři ruce. Později je zničen císařem Garmadonem, protože se mu nepodařilo zajmout Lloyda.[16][97][101] Později ho v 15. řadě v Harumi vylepší do podoby Pana F.

anglické znění: Brent Miller
- Luke Cunningham je vášnivý motorkář, známý také jako Muž v bílé masce. V první epizodě osmé řady Luke a čtyři další členové Garmadonových synů pomáhají Panu E s krádeží Oni masky pomsty. Je zatčen a později vyslýchán Colem a Zanem, během čehož omylem prozradí, kde se Synové nacházejí.[102]

anglické znění: Michael Adamthwaite